# بخش کراس کریک (شهرستان جفرسون، اوهایو)
بخش کراس کریک (به انگلیسی: Cross Creek Township) یک منطقهٔ مسکونی در ایالات متحده آمریکا است که در شهرستان جفرسون، اوهایو واقع شده‌است.
 بخش کراس کریک ۸۴٫۴ کیلومتر مربع مساحت و ۸٬۳۴۸ نفر جمعیت دارد و ۳۴۹ متر بالاتر از سطح دریا واقع شده‌است.